# Liste des fuseaux horaires par pays
Ceci est une liste des fuseaux horaires par pays. Les pays sont classés par nombre de fuseaux horaires sur leur territoire. 
Les fuseaux d'un pays ne comprennent que leurs territoires dépendants (sauf l'Antarctique). 
La plupart des pays sont intégralement situés sur un seul fuseau horaire. La Chine est le plus grand pays dans ce cas (UTC +8), l'Inde est le deuxième (UTC +5:30). Incidemment, il s'agit également des deux pays les plus peuplés au monde.
Certains pays ont divisé leur territoire en plusieurs fuseaux horaires. C'est le cas des pays suivants, classés par nombre de fuseaux horaires distincts (en tenant compte de l'intégralité du territoire de ces pays).
La France a le plus de zones avec 13 fuseaux horaires. La Russie a le plus de fuseaux horaires contigus, soit 11. De nombreux pays ayant l'heure d'été ajoutent une heure durant l'été local, mais cette liste ne comprend pas cette information. Le décalage dans la liste UTC n'est pas valable dans la pratique au cours de l'heure d'été.
| Pays                             | Nb  | Liste | Article              |
| -------------------------------- | --- | --- | -------------------- |
| Afghanistan                      | 1   | UTC+04:30 |                      |
| Afrique du Sud                   | 2   | UTC+02:00 (SAST) — territoire principal UTC+03:00 (EAT) — Archipel du Prince-Édouard |                      |
| Albanie                          | 1   | UTC+01:00 (CET) |                      |
| Algérie                          | 1   | UTC+01:00 (CET) |                      |
| Allemagne                        | 1   | UTC+01:00 (CET) |                      |
| Andorre                          | 1   | UTC+01:00 (CET) |                      |
| Angola                           | 1   | UTC+01:00 (WAT) |                      |
| Antarctique                      | 10+ | Bien que l'Antarctique ne soit pas un pays, il a au moins 10 fuseaux horaires non officiels. | Heure en Antarctique |
| Antigua-et-Barbuda               | 1   | UTC−04:00 (AST) |                      |
| Arabie saoudite                  | 1   | UTC+03:00 (Arabia Standard Time) |                      |
| Argentine                        | 1   | UTC−03:00 (ART) |                      |
| Arménie                          | 1   | UTC+04:00 |                      |
| Australie                        | 8   | UTC+05:00 — Îles Heard-et-MacDonald UTC+06:30 —Îles Cocos UTC+07:00 (CXT) — Île Christmas (Australie) UTC+08:00 (AWST) — Ouest Australien UTC+09:30 (ACST) — Australie-Méridionale et Territoire du Nord UTC+10:00 (AEST) — Queensland, Nouvelle-Galles du Sud, Territoire de la capitale australienne, Victoria, Tasmanie UTC+10:30 — Île Lord Howe UTC+11:30 (NFT) — Île Norfolk |                      |
| Autriche                         | 1   | UTC+01:00 (CET) |                      |
| Azerbaïdjan                      | 1   | UTC+04:00 |                      |
| Bahamas                          | 1   | UTC−05:00 (EST) |                      |
| Bahreïn                          | 1   | UTC+03:00 |                      |
| Bangladesh                       | 1   | UTC+06:00 (BDT) |                      |
| Barbade                          | 1   | UTC−04:00 |                      |
| Belgique                         | 1   | UTC+01:00 (CET) |                      |
| Belize                           | 1   | UTC−06:00 |                      |
| Bénin                            | 1   | UTC+01:00 (WAT) |                      |
| Bhoutan                          | 1   | UTC+06:00 (BTT) |                      |
| Biélorussie                      | 1   | UTC+03:00 (FET) |                      |
| Birmanie                         | 1   | UTC+06:30 (MST) |                      |
| Bolivie                          | 1   | UTC−04:00 |                      |
| Bosnie-Herzégovine               | 1   | UTC+01:00 (CET) |                      |
| Botswana                         | 1   | UTC+02:00 (CAT) |                      |
| Brésil                           | 4   | UTC−05:00 (Brasília time −2) — Acre et Amazonas du sud-ouest UTC−04:00 (Brasília time −1) — Amazonas, Mato Grosso, Mato Grosso do Sul, Rondônia, Roraima, Acre UTC−03:00 (Brasília time) — Sudeste, Sud, Nordeste (excepté quelques îles), Goias, District fédéral, Tocantins, Pará, Amapa UTC−02:00 (Brasília time +1) — (Fernando de Noronha, Trindade et Martin Vaz, Atoll das Rocas, Saint-Pierre et Saint-Paul) |                      |
| Brunei                           | 1   | UTC+08:00 |                      |
| Bulgarie                         | 1   | UTC+02:00 (EET) |                      |
| Burkina Faso                     | 1   | UTC±00:00 |                      |
| Burundi                          | 1   | UTC+02:00 (CAT) |                      |
| Cambodge                         | 1   | UTC+07:00 |                      |
| Cameroun                         | 1   | UTC+01:00 (WAT) |                      |
| Canada                           | 6   | UTC−08:00 (PST) — La plus grande partie ouest de la Colombie-Britannique, Tungsten et la mine de Cantung dans les Territoires du Nord-Ouest, Yukon UTC−07:00 (MST) — Alberta, quelques parties Est de la Colombie-Britannique, la plus grande part des Territoires du Nord-Ouest, Nunavut (à l'ouest du 102°W et toutes les communautés dans la région de Kitikmeot), Lloydminster et aux alentours, Saskatchewan UTC−06:00 (CST) — Manitoba, Nunavut (entre le 85° Ouest et 102°W sans compté l'Île Southampton), Ontario, Saskatchewan sauf de Lloydminster UTC−05:00 (EST) — Nunavut east of 85°W and entire Southampton Island, Ontario est de la 90°W (à part la zone du lac de Big Trout) et quelques parties Est du Québec, Québec (La plupart de la province) UTC−04:00 (AST) — Labrador (tout le Labrador sauf l'extrême sud), Nouveau-Brunswick, Nouvelle-Écosse, Île-du-Prince-Édouard, partie Est du Québec UTC−03:30 (NST) — Labrador (Partie sud), Terre-Neuve | Heure au Canada      |
| Cap-Vert                         | 1   | UTC−01:00 (Cape Verde Time) |                      |
| République centrafricaine        | 1   | UTC+01:00 (WAT) |                      |
| Chili                            | 2   | UTC−06:00 — Île de Pâques UTC−04:00 — Chili continental | Heure au Chili       |
| Chine                            | 1   | UTC+08:00 (heure normale de Chine) |                      |
| Chypre                           | 1   | UTC+02:00 (EET) |                      |
| Colombie                         | 1   | UTC−05:00 |                      |
| Comores                          | 1   | UTC+03:00 (EAT) |                      |
| République du Congo              | 1   | UTC+01:00 (WAT) |                      |
| République démocratique du Congo | 2   | UTC+01:00 (WAT) — Partie Ouest du pays (Kinshasa, Bas-Congo, Équateur, Sud-Ubangi, Nord-Ubangi, Mongala (province), Tshuapa (province), Mai-Ndombe (province), Kwilu (province), Kwango (province)) UTC+02:00 (CAT) — Partie Est du pays (Nord-Kivu, Sud-Kivu, Haut-Uele, Bas-Uele, Tshopo (province), Ituri, Maniema, Tanganyika (province), Haut-Lomami, Haut-Katanga, Lualaba (province), Sankuru (province), Lomami (province), Kasaï (province), Kasaï-Central, Kasaï-Oriental (province)) |                      |
| Corée du Nord                    | 1   | UTC+09:00 |                      |
| Corée du Sud                     | 1   | UTC+09:00 (heure normale de Corée) |                      |
| Costa Rica                       | 1   | UTC−06:00 |                      |
| Côte d'Ivoire                    | 1   | UTC±00:00 |                      |
| Croatie                          | 1   | UTC+01:00 (CET) |                      |
| Cuba                             | 1   | UTC−05:00 |                      |
| Danemark                         | 5   | UTC−04:00 — Base aérienne de Thulé au Groenland UTC−03:00 — La plupart du Groenland, y compris les côtes Sud et Ouest habitées UTC−01:00 — Ittoqqortoormiit et les alentours du comté de Tunu UTC±00:00 — (GMT) — La station météorologique de Danmarkshavn UTC+01:00 — (CET) — Danemark métropolitain |                      |
| Djibouti                         | 1   | UTC+03:00 (EAT) |                      |
| Dominique                        | 1   | UTC−04:00 |                      |
| République dominicaine           | 1   | UTC−04:00 |                      |
| Égypte                           | 1   | UTC+02:00 (EET) |                      |
| Émirats arabes unis              | 1   | UTC+04:00 |                      |
| Équateur                         | 2   | UTC−06:00 (GALT) — Îles Galápagos UTC−05:00 (Ecuador Time) — Équateur continental |                      |
| Érythrée                         | 1   | UTC+03:00 (EAT) |                      |
| Espagne                          | 2   | UTC±00:00 (WET) — Îles Canaries UTC+01:00 (CET) — Espagne continentale et Baléares |                      |
| Estonie                          | 1   | UTC+02:00 (EET) |                      |
| États-Unis                       | 11, | UTC−12:00 (non officiel) — Île Baker et Île Howland UTC−11:00 (ST) — les Samoa américaines, l'île Jarvis, le récif Kingman, les îles Midway et l'atoll Palmyra UTC−10:00 (HAT) — Hawaï, la plupart des îles Aléoutiennes, et l'atoll Johnston UTC−09:00 (AKT) — Alaska (sauf les Îles Aléoutiennes) UTC−08:00 (PT) — Californie, Idaho (au nord de la rivière Salmon), Nevada (sauf la ville de West Wendover), Oregon (sauf le comté de Malheur) et Washington UTC−07:00 (MT) — Arizona, Colorado, Montana, Nouveau-Mexique, Utah, des parties de l'Idaho, Kansas, Oregon, Nebraska, Dakota du Nord, Dakota du Sud, et Texas UTC−06:00 (CT) — côte du Golf, Tennessee Valley, U.S. Interior Highlands, Grandes Plaines, et la plupart du Texas UTC−05:00 (ET) — les États de la Côte est des États-Unis, les trois quarts de la partie est de la Vallée de l'Ohio, la plupart du Michigan, le banc de Bajo Nuevo, l'île de la Navasse et le banc de Serranilla UTC−04:00 (AT) — Porto Rico, les Îles Vierges des États-Unis et Base antarctique Palmer UTC+10:00 (ChT) — Guam et les Îles Mariannes du Nord UTC+12:00 (non officiel) — Wake (atoll), les bases antarctiques McMurdo et Amundsen-Scott | Heure aux États-Unis |
| Éthiopie                         | 1   | UTC+03:00 (EAT) |                      |
| Fidji                            | 1   | UTC+12:00 |                      |
| Finlande                         | 1   | UTC+02:00 (EET) |                      |
| France                           | 13  | UTC−10:00 — La plus grande partie de la Polynésie française UTC−09:30 — Îles Marquises UTC−09:00 — Îles Gambier UTC−08:00 (CIST)— Île Clipperton UTC−04:00 (AST) — Guadeloupe, Martinique, Saint-Barthélemy et Saint-Martin, UTC−03:00 — Guyane et Saint-Pierre-et-Miquelon UTC+01:00 (CET) — France métropolitaine et Corse UTC+03:00 — Mayotte UTC+04:00 (RET) — La Réunion, les îles Éparses de l'océan Indien et l'archipel Crozet UTC+05:00 (TFT) — Îles Kerguelen, îles Saint-Paul et Nouvelle-Amsterdam UTC+10:00 — Terre Adélie UTC+11:00 (NCT) — Nouvelle-Calédonie UTC+12:00 — Wallis et Futuna | Heure en France      |
| Gabon                            | 1   | UTC+01:00 (WAT) |                      |
| Gambie                           | 1   | UTC±00:00 |                      |
| Géorgie                          | 1   | UTC+04:00 |                      |
| Ghana                            | 1   | UTC±00:00 |                      |
| Grèce                            | 1   | UTC+02:00 (EET) |                      |
| Grenade                          | 1   | UTC−04:00 |                      |
| Guatemala                        | 1   | UTC−06:00 |                      |
| Guinée                           | 1   | UTC±00:00 |                      |
| Guinée équatoriale               | 1   | UTC+01:00 (WAT) |                      |
| Guinée-Bissau                    | 1   | UTC±00:00 |                      |
| Guyana                           | 1   | UTC−04:00 |                      |
| Haïti                            | 1   | UTC−05:00 |                      |
| Hong Kong (Chine)                | 1   | UTC+08:00 (HKT) |                      |
| Hongrie                          | 1   | UTC+01:00 (CET) |                      |
| Inde                             | 1   | UTC+05:30 (IST) |                      |
| Indonésie                        | 3   | UTC+07:00 (Western Indonesian Standard Time) — Îles de Sumatra et de Java, provinces du Kalimantan occidental et du Kalimantan central UTC+08:00 (Central Indonesian Standard Time) — Célèbes, petites îles de la Sonde (dont Bali), provinces du Kalimantan oriental et du Kalimantan du Sud UTC+09:00 (Eastern Indonesian Standard Time) — Moluques et Nouvelle-Guinée occidentale |                      |
| Irak                             | 1   | UTC+03:00 |                      |
| Iran                             | 1   | UTC+03:30 (IRST) |                      |
| Irlande                          | 1   | UTC±00:00 (WET) |                      |
| Islande                          | 1   | UTC±00:00 |                      |
| Israël                           | 1   | UTC+02:00 (IST) |                      |
| Italie                           | 1   | UTC+01:00 (CET) |                      |
| Jamaïque                         | 1   | UTC−05:00 |                      |
| Japon                            | 1   | UTC+09:00 (JST) |                      |
| Jordanie                         | 1   | UTC+03:00 |                      |
| Kazakhstan                       | 1   | UTC+05:00 depuis le 01/03/2024 |                      |
| Kenya                            | 1   | UTC+03:00 (EAT) |                      |
| Kirghizistan                     | 1   | UTC+06:00 |                      |
| Kiribati                         | 3   | UTC+12:00 — Îles Gilbert UTC+13:00 — Îles Phœnix UTC+14:00 — Îles de la Ligne |                      |
| Koweït                           | 1   | UTC+03:00 (Arabia Standard Time) |                      |
| Laos                             | 1   | UTC+07:00 |                      |
| Lettonie                         | 1   | UTC+02:00 (EET) |                      |
| Lesotho                          | 1   | UTC+02:00 |                      |
| Liban                            | 1   | UTC+02:00 (EET) |                      |
| Liberia                          | 1   | UTC±00:00 |                      |
| Libye                            | 1   | UTC+01:00 |                      |
| Liechtenstein                    | 1   | UTC+01:00 (CET) |                      |
| Lituanie                         | 1   | UTC+02:00 (EET) |                      |
| Luxembourg                       | 1   | UTC+01:00 (CET) |                      |
| Macao (Chine)                    | 1   | UTC+08:00 (Macau Standard Time) |                      |
| Macédoine                        | 1   | UTC+01:00 (CET) |                      |
| Madagascar                       | 1   | UTC+03:00 (EAT) |                      |
| Malaisie                         | 1   | UTC+08:00 (Malaysian Standard Time) |                      |
| Malawi                           | 1   | UTC+02:00 (CAT) |                      |
| Maldives                         | 1   | UTC+05:00 |                      |
| Mali                             | 1   | UTC±00:00 |                      |
| Malte                            | 1   | UTC+01:00 (CET) |                      |
| Maroc                            | 1   | UTC±00:00 (WET) |                      |
| Îles Marshall                    | 1   | UTC+12:00 |                      |
| Maurice                          | 1   | UTC+04:00 |                      |
| Mauritanie                       | 1   | UTC±00:00 |                      |
| Mexique                          | 4   | UTC−08:00 (Zone 3 ou Zone Nord-Ouest) — Basse-Californie UTC−07:00 (Zone 2 ou Zone Pacifique ) — Basse-Californie du Sud, Chihuahua, Nayarit, Sinaloa et Sonora UTC−06:00 (Zone 1 ou Zone Pacifique ) — La majeure partie du Mexique. UTC−05:00 (Zone 1 ou Zone Sud-Est) — Quintana Roo |                      |
| États fédérés de Micronésie      | 2   | UTC+10:00 — L'État de Chuuk et celui de Yap UTC+11:00 — L’État de Kosrae et celui de Pohnpei |                      |
| Moldavie                         | 1   | UTC+02:00 (EET) |                      |
| Monaco                           | 1   | UTC+01:00 (CET) |                      |
| Mongolie                         | 2   | UTC+07:00 — les provinces de Khovd, Uvs et Bayan-Ölgii UTC+08:00 — La plupart du pays |                      |
| Monténégro                       | 1   | UTC+01:00 (CET) |                      |
| Mozambique                       | 1   | UTC+02:00 (CAT) |                      |
| Namibie                          | 1   | UTC+01:00 (WAT) |                      |
| Nauru                            | 1   | UTC+12:00 |                      |
| Népal                            | 1   | UTC+05:45 (Nepal Time) |                      |
| Nicaragua                        | 1   | UTC−06:00 |                      |
| Niger                            | 1   | UTC+01:00 (WAT) |                      |
| Nigeria                          | 1   | UTC+01:00 (WAT) |                      |
| Norvège                          | 1   | UTC+01:00 (CET) |                      |
| Nouvelle-Zélande                 | 5   | UTC−11:00 — Niue UTC−10:00 — Les îles Cook UTC+12:00 — La plupart de la Nouvelle-Zélande UTC+12:45 — Îles Chatham UTC+13:00 — Tokelau |                      |
| Oman                             | 1   | UTC+04:00 |                      |
| Ouganda                          | 1   | UTC+03:00 (EAT) |                      |
| Ouzbékistan                      | 1   | UTC+05:00 (Uzbekistan Time) |                      |
| Pakistan                         | 1   | UTC+05:00 (PKT) |                      |
| Palaos                           | 1   | UTC+09:00 |                      |
| Panama                           | 1   | UTC−05:00 |                      |
| Papouasie-Nouvelle-Guinée        | 2   | UTC+10:00 La plupart du pays UTC+11:00 (BST) — Bougainville |                      |
| Paraguay                         | 1   | UTC−03:00 |                      |
| Pays-Bas                         | 2   | UTC−04:00 (AST) — Les municipalités des Caraïbes UTC+01:00 (CET) — La plupart des Pays-Bas |                      |
| Pérou                            | 1   | UTC−05:00 (PET) |                      |
| Philippines                      | 1   | UTC+08:00 (PHT) |                      |
| Pologne                          | 1   | UTC+01:00 (CET) |                      |
| Portugal                         | 2   | UTC−01:00 — Açores UTC±00:00 (WET) — Madeira et le Portugal Métropolitain |                      |
| Qatar                            | 1   | UTC+03:00 (Arabia Standard Time) |                      |
| Roumanie                         | 1   | UTC+02:00 (EET) |                      |
| Royaume-Uni                      | 9   | UTC−08:00 — île Pitcairn UTC−05:00 — Les îles Caïmans , les Îles Turques-et-Caïques UTC−04:00 (AST) — Anguilla, Bermudes, Îles Vierges britanniques, Montserrat UTC−03:00 (FKST) — Les îles Falkland UTC−02:00 — Géorgie du Sud-et-les Îles Sandwich du Sud UTC±00:00 — Territoire métropolitain de la Grande-Bretagne, Sainte-Hélène, Ascension et Tristan da Cunha, Guernesey, Île de Man, Jersey UTC+01:00 (CET) — Gibraltar UTC+02:00 (EET) — Akrotiri et Dhekelia UTC+06:00 — Territoire britannique de l'océan Indien |                      |
| Russie                           | 11  | UTC+02:00 (Heure de Kaliningrad) — Kaliningrad UTC+03:00 (Heure de Moscou) — Russie européenne en presque totalité, République de Crimée et le Transsibérien UTC+04:00 (Samara Time) — Astrakhan, Samara, Oudmourtie, Oulianovsk, Saratov UTC+05:00 (Yekaterinburg Time) — Bachkirie, Iamalie, Khantys-Mansis, Kourgan, Orenbourg, Perm, Sverdlovsk, Tcheliabinsk et Tioumen UTC+06:00 (Omsk Time) — Omsk UTC+07:00 (Krasnoyarsk Time) — Altaï, République de l'Altaï, Khakassie, Krasnoïarsk, Touva, Kemerovo, Novossibirsk et Tomsk UTC+08:00 (Irkutsk Time) — Bouriatie et Irkoutsk UTC+09:00 (Yakutsk Time) — Amour, Sakha occidentale et Transbaïkalie UTC+10:00 (Vladivostok Time) — Oblast autonome juif, Khabarovsk, Primorié et Sakha centrale UTC+11:00 (Srednekolymsk Time) — Sakha orientale, Magadan et Sakhaline UTC+12:00 (Kamchatka Time) — Kamtchatka et Tchoukotka | Heure en Russie      |
| Rwanda                           | 1   | UTC+02:00 (CAT) |                      |
| Saint-Christophe-et-Niévès       | 1   | UTC−04:00 |                      |
| Saint-Vincent-et-les-Grenadines  | 1   | UTC−04:00 |                      |
| Sainte-Lucie                     | 1   | UTC−04:00 |                      |
| Samoa                            | 1   | UTC+13:00 |                      |
| Salomon                          | 1   | UTC+11:00 |                      |
| Salvador                         | 1   | UTC−06:00 |                      |
| San Marino                       | 1   | UTC+01:00 (CET) |                      |
| Sao Tomé-et-Principe             | 1   | UTC+01:00 |                      |
| Sénégal                          | 1   | UTC±00:00 |                      |
| Serbie                           | 1   | UTC+01:00 (CET) |                      |
| Seychelles                       | 1   | UTC+04:00 (Seychelles Time) |                      |
| Sierra Leone                     | 1   | UTC±00:00 |                      |
| Singapour                        | 1   | UTC+08:00 (SST) |                      |
| Slovaquie                        | 1   | UTC+01:00 (CET) |                      |
| Slovénie                         | 1   | UTC+01:00 (CET) |                      |
| Somalie                          | 1   | UTC+03:00 (EAT) |                      |
| Soudan                           | 1   | UTC+02:00 |                      |
| Soudan du Sud                    | 1   | UTC+03:00 (EAT) |                      |
| Sri Lanka                        | 1   | UTC+05:30 (SLT) |                      |
| Suède                            | 1   | UTC+01:00 (CET) |                      |
| Suisse                           | 1   | UTC+01:00 (CET) |                      |
| Suriname                         | 1   | UTC−03:00 |                      |
| Swaziland                        | 1   | UTC+02:00 |                      |
| Syrie                            | 1   | UTC+02:00 (EET) |                      |
| Tadjikistan                      | 1   | UTC+05:00 |                      |
| Taïwan                           | 1   | UTC+08:00 |                      |
| Tanzanie                         | 1   | UTC+03:00 (EAT) |                      |
| Tchad                            | 1   | UTC+01:00 (WAT) |                      |
| Tchéquie                         | 1   | UTC+01:00 (CET) (CRT) |                      |
| Timor oriental                   | 1   | UTC+09:00 |                      |
| Thaïlande                        | 1   | UTC+07:00 (THA) |                      |
| Togo                             | 1   | UTC±00:00 |                      |
| Tonga                            | 1   | UTC+13:00 |                      |
| Trinité-et-Tobago                | 1   | UTC−04:00 |                      |
| Tunisie                          | 1   | UTC+01:00 (CET) |                      |
| Turkménistan                     | 1   | UTC+05:00 |                      |
| Turquie                          | 1   | UTC+03:00 |                      |
| Tuvalu                           | 1   | UTC+12:00 |                      |
| Ukraine                          | 1   | UTC+02:00 (EET) |                      |
| Uruguay                          | 1   | UTC−03:00 |                      |
| Vanuatu                          | 1   | UTC+11:00 |                      |
| Vatican                          | 1   | UTC+01:00 (CET) |                      |
| Venezuela                        | 1   | UTC−04:00 |                      |
| Viêt Nam                         | 1   | UTC+07:00 (Indochina Time) |                      |
| Yémen                            | 1   | UTC+03:00 |                      |
| Zambie                           | 1   | UTC+02:00 (CAT) |                      |
| Zimbabwe                         | 1   | UTC+02:00 (CAT) |                      |